# امیلی براون
امیلی براون (انگلیسی: Emilie Brown؛ زادهٔ ۲۶ ژانویهٔ ۱۹۷۱) صداپیشه، تهیه‌کننده و کارگردان اهل ایالات متحده آمریکا است.